# Patente di guida europea
La patente di guida europea è un modello di patente di guida, adottato dai paesi dell'Unione europea, per mezzo della direttiva 2006/126/CE. La finalità di tale direttiva è quello di rendere omogenee, in tutti i Paesi membri, le informazioni contenute in tale documento, nonché i presupposti per il rilascio dello stesso implementando, così, la sicurezza stradale.

## Caratteristiche
Le patenti di guida europea hanno la dimensione di una carta di credito e sono fabbricate in policarbonato. Tale documento deve essere emesso dagli stati membri a decorrere dal 19 gennaio 2013.

## La futura patente europea
La Commissione Europea ha proposto un'ampia revisione delle leggi sulle patenti di guida con l'intento di migliorare la sicurezza stradale. Le misure chiave includono un periodo di prova di due anni per i neopatentati, tolleranza zero per la guida in stato di ebbrezza e la possibilità di iniziare la guida accompagnata a 17 anni. Inoltre, la formazione e gli esami di guida saranno adattati per proteggere meglio gli utenti vulnerabili sulla strada e tener conto della transizione verso i veicoli a zero emissioni. Si propone anche un'approfondita valutazione medica per i guidatori e l'introduzione di una patente di guida digitale per semplificare i processi burocratici.